# Athanasios Cheriyan Polachirakal

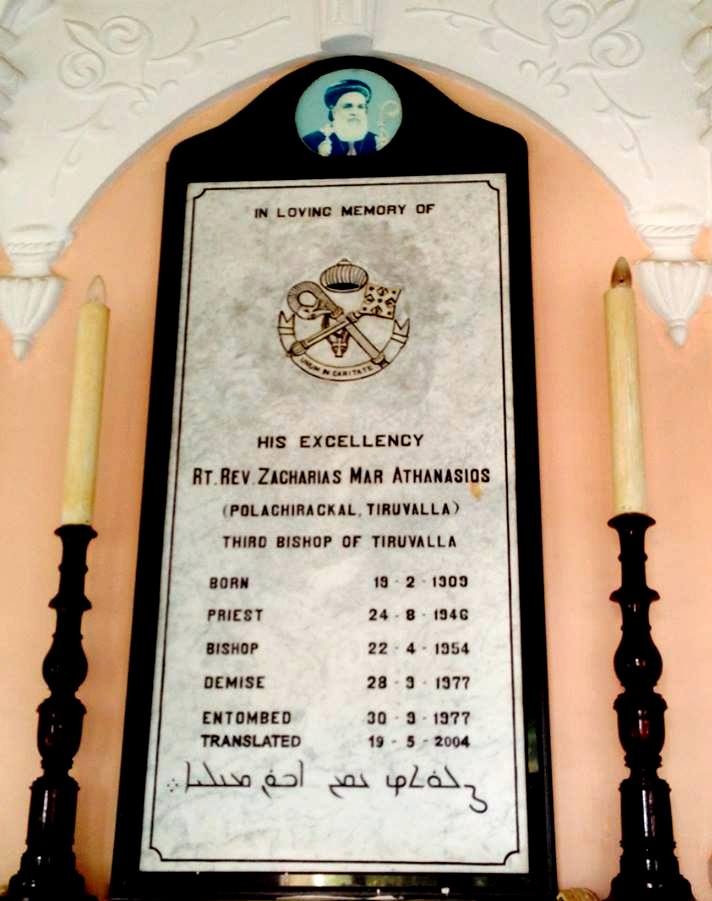
Grabplatte von Athanasios Cheriyan Polachirakal

Athanasios Cheriyan Polachirakal (* 19. Februar 1909 in Tiruvalla, Britisch-Indien; † 29. September 1977) war ein indischer Geistlicher und syro-malankara katholischer Bischof von Tiruvalla.

## Leben
Athanasios Cheriyan Polachirakal empfing am 29. September 1946 das Sakrament der Priesterweihe für die Eparchie Tiruvalla.
Am 31. Dezember 1953 ernannte ihn Papst Pius XII. zum Titularbischof von Sarepta dei Maroniti und zum Weihbischof in Tiruvalla. Der Bischof von Tiruvalla, Severios Giuseppe Valakuzhyil, spendete ihm am 22. April 1954 die Bischofsweihe; Mitkonsekratoren waren der Weihbischof in Trivandrum, Benedict Varghese Gregorios Thangalathil OIC, und der Bischof von Kottayam, Thomas Tharayil.
Pius XII. bestellte ihn am 27. Januar 1955 zum Bischof von Tiruvalla. Athanasios Cheriyan Polachirakal nahm an allen vier Sitzungsperioden des Zweiten Vatikanischen Konzils teil.